# Reba
Se även Reba McEntire.
Reba var en amerikansk komediserie med Reba McEntire. Den hade premiär 2001 på The WB Television Network och var nätverkets mest sedda serie. Serien fortsatte i sex säsonger.
Reba McEntire spelar Reba Hart, en trebarnsmamma vars man, tandläkaren Brock, lämnat henne för den yngre, korkade tandhygienisten Barbara Jean som väntar hans barn. En annan som väntar barn är Rebas dotter Cheyenne, som i pilotavsnittet gifter sig med fotbollsspelaren Van. Vans föräldrar blir upprörda över detta och Van flyttar in hos familjen Hart.
När The WB Television Network togs över av The CW Television Network 2006 rapporterades att serien var avslutad, men den förnyades dock i sista minuten. Serien var den mest sedda även på det nya nätverket. Serien avslutades dock i februari 2007. I Sverige visades serien på TV4.

## Rollista
- Reba McEntire - Reba Hart
- Joanna Garcia - Cheyenne Hart-Montgomery
- Christopher Rich - Brock Hart
- Steve Howie - Van Montgomery
- Melissa Peterman - Barbara Jean
- Scarlett Pomers - Kyra Hart
- Mitch Holleman - Jake Hart